# Mitsume ga Tooru
The Three-Eyed One (三つ目がとおる, Mitsume ga Tooru) is een romantische sciencefiction manga van Osamu Tezuka. Hij werd oorspronkelijk uitgegeven in Weekly Shonen Magazine van 7 juli 1974 tot 19 maart 1978. In 1977 haalde The Three-Eyed One gelijkstand met de Tezukamanga Black Jack in de Kodansha Manga Prijs. Later werd hij uitgegeven in 13 tankōbon door Kodansha. Het verhaal gaat over Hosuke Sharaku, de erfgenaam van een lang verloren beschaving, en zijn beste vriend Chiyoko Wato met wie hij problemen oplost. Dit zijn vaak problemen die hij zelf veroorzaakt heeft.
De manga werd verwerkt tot een televisieshow van Shueisha en een 48-delige anime die uitgezonden werd van 18 oktober 1990 tot 26 september 1991. Het hoofdpersonage verschijnt in een aantal computerspellen: Mitsume ga Tooru van Natsume (MSX) uit 1989, Mitsume ga Tooru van Takara Tomy (NES) uit 1992 en in Astro Boy: Omega Factor en Astro Boy van Sega (Game Boy Advance en PlayStation 2).

## Verhaal
Om meer over zijn familiegeschiedenis te leren, moet Sharaku de mysterieuze ruïnes bestuderen die behoorden tot de lang vergane beschaving van de Drie-Oogigen die hem werd nagelaten. In zijn zoektocht reizen hij en Chiyoko Wato naar locaties als Arizona, Paaseiland en Mexico. Sharaku bestudeert er oude manuscripten en gebruikt allerhande zelf-uitgevonden gadgets om mysteries op te lossen.
Sharaku wordt vaak gepest om zijn kinderlijke persoonlijkheid. Wanneer de pleister over zijn derde oog wordt verwijderd, vecht hij terug. Achter deze pleister zit namelijk Sharaku's kwaadaardige derde oog: wanneer het kan zien, komt Sharaku's kwade doch geniale kant naar boven. Sharaku's rivaliteiten met leerkrachten en studenten vormen soms belangrijke verhaallijnen in de strip.
In bepaalde delen van het verhaal bestudeert Sharaku echt bestaande historische ruïnes.